# Раймондс Кролліс
Раймондс Кролліс (латис. Raimonds Krollis; 28 жовтня 2001, Рига, Латвія) — латвійський футболіст, форвард італійського клубу «Спеція» та національної збірної Латвії. На правах оренди грає за команду «Трієстіна».

## Клубна кар'єра
Раймондс Кролліс народився у Ризі. Вихованець місцевого клубу МЕТТА (тренери: Івар Гайліс та Володимир Циманіс) в складі якого і дебютував на дорослому рівні у 2018 році. 15 березня 2019 року Раймондс дебютував у Вищій лізі в матчі проти «Риги».
У 2021 році нападник перейшов до клубу «Валміера», а в осені відзначився забитим голом у Лізі конференцій в матчі проти литовського клубу «Судува».
На початку 2021 року повідомлялося про інтерес до гравця з боку шотландського «Селтіка», італійського «Кальярі» та клубів Серії B.
20 січня 2023 року Кролліс підписав контракт на три з половиною роки з клубом Серії А «Спеція». 23 січня Кролліс був заявлений на свій перший матч у Серії А, який провів на лаві запасних. Дебют Кролліса в Серії А відбувся 2 лютого 2023 у матчі з «Наполі» (0:3), в якому Кролліс був замінений на 76-й хвилині матчу.
27 лютого 2024 року на правах оренди перейшов до чеського клубу «Вишков».
6 серпня 2024 року Раймондс також на правах оренди перейшов до команди  «Трієстіна».

## Виступи за збірні
У 2019 та 2020 роках Кролліс залучався до лав юнацької збірної Латвії (U-19).
6 вересня 2020 року дебютував у національній збірній Латвії в матчі Ліги націй УЄФА проти збірної Мальти.. 17 листопада 2020 року забив  гол у ворота збірної Андорри.

### Статистика виступів за збірну
| Дата       | Місто            | Господарі         | Результат          | Гості       | Турнір                             | Голи | Примітки |
| ---------- | ---------------- | ----------------- | ------------------ | ----------- | ---------------------------------- | ---- | -------- |
| 6-9-2020   | Та-Калі          | Мальта            | 1 – 1              | Латвія      | Ліга націй УЄФА 2020-2021 - 1º тур | -    | 54' 62'  |
| 7-10-2020  | Подгориця        | Чорногорія        | 1 – 1              | Латвія      | товариський матч                   | -    | 84'      |
| 10-10-2020 | Торсгавн         | Фарерські острови | 1 – 1              | Латвія      | Ліга націй УЄФА 2020-2021 - 1º тур | -    | 82'      |
| 17-11-2020 | Андорра-ла-Велья | Андорра           | 0 – 5              | Латвія      | Ліга націй УЄФА 2020-2021 - 1º тур | 1    | 75'      |
| 24-3-2021  | Рига             | Латвія            | 1 – 2              | Чорногорія  | Відбір до ЧС 2022                  | -    | 81'      |
| 27-3-2021  | Амстердам        | Нідерланди        | 2 – 0              | Латвія      | Відбір до ЧС 2022                  | -    | 87'      |
| 30-3-2021  | Стамбул          | Туреччина         | 3 – 3              | Латвія      | Відбір до ЧС 2022                  | -    | 73'      |
| 4-6-2021   | Рига             | Латвія            | 3 – 1              | Литва       | Кубок Балтики                      | -    | 62'      |
| 7-6-2021   | Дюссельдорф      | Німеччина         | 7 – 1              | Латвія      | товариський матч                   | -    | 46'      |
| 10-6-2021  | Tallinn          | Естонія           | 2 – 1              | Латвія      | Кубок Балтики                      | -    | 46' 88'  |
| 1-9-2021   | Рига             | Латвія            | 3 – 1              | Гібралтар   | Відбір до ЧС 2022                  | -    | 78'      |
| 4-9-2021   | Рига             | Латвія            | 0 – 2              | Норвегія    | Відбір до ЧС 2022                  | -    | 75'      |
| 7-9-2021   | Подгориця        | Чорногорія        | 0 – 0              | Латвія      | Відбір до ЧС 2022                  | -    | 72'      |
| 8-10-2021  | Рига             | Латвія            | 0 – 1              | Нідерланди  | Відбір до ЧС 2022                  | -    | 84'      |
| 11-10-2021 | Рига             | Латвія            | 1 – 2              | Туреччина   | Відбір до ЧС 2022                  | -    | 81'      |
| 13-11-2021 | Осло             | Норвегія          | 0 – 0              | Латвія      | Відбір до ЧС 2022                  | -    | 89'      |
| 16-11-2021 | Гібралтар        | Гібралтар         | 1 – 3              | Латвія      | ЧС 2022                            | 1    | 69'      |
| 25-3-2022  | Та-Калі          | Латвія            | 1 – 1              | Кувейт      | товариський матч                   | -    | 77'      |
| 29-3-2022  | Та-Калі          | Латвія            | 1 – 0              | Азербайджан | товариський матч                   | -    |          |
| 3-6-2022   | Рига             | Латвія            | 3 – 0              | Андорра     | Ліга націй УЄФА 2022-2023 - 1º тур | -    | 75'      |
| 6-6-2022   | Рига             | Латвія            | 1 – 0              | Ліхтенштейн | Ліга націй УЄФА 2022-2023 - 1º тур | -    | 62'      |
| 10-6-2022  | Кишинів          | Молдова           | 2 – 4              | Латвія      | Ліга націй УЄФА 2022-2023 - 1º тур | -    | 61'      |
| 14-6-2022  | Вадуц            | Ліхтенштейн       | 0 – 2              | Латвія      | Ліга націй УЄФА 2022-2023 - 1º тур | -    | 67'      |
| 22-9-2022  | Рига             | Латвія            | 1 – 2              | Молдова     | Ліга націй УЄФА 2022-2023 - 1º тур | -    | 57'      |
| 25-9-2022  | Андорра-ла-Велья | Андорра           | 1 – 1              | Латвія      | Ліга націй УЄФА 2022-2023 - 1º тур | -    | 54'      |
| 16-11-2022 | Рига             | Латвія            | 1 – 1 (5 – 3 п.п.) | Естонія     | Кубок Балтики                      | 1    | 79'      |
| 19-11-2022 | Рига             | Латвія            | 1 – 1 (7 – 8 п.п.) | Ісландія    | Кубок Балтики                      | -    | 27'      |
| 22-3-2023  | Дублін           | Ірландія          | 3 – 2              | Латвія      | товариський матч                   | -    | 56'      |
| 28-3-2023  | Кардіфф          | Уельс             | 1 – 0              | Латвія      | Відбір до ЧЄ 2024                  | -    | 82'      |
| 16-6-2023  | Рига             | Латвія            | 2 – 3              | Туреччина   | Відбір до ЧЄ 2024                  | -    | 76'      |
| 19-6-2023  | Єреван           | Вірменія          | 2 – 1              | Латвія      | Відбір до ЧЄ 2024                  | -    | 65'      |
| 8-9-2023   | Рієка            | Хорватія          | 5 – 0              | Латвія      | Відбір до ЧЄ 2024                  | -    | 56'      |
| 11-9-2023  | Рига             | Латвія            | 0 – 2              | Уельс       | Відбір до ЧЄ 2024                  | -    |          |
| 15-10-2023 | Конья            | Туреччина         | 4 – 0              | Латвія      | Відбір до ЧЄ 2024                  | -    | 59'      |
| 18-11-2023 | Рига             | Латвія            | 0 – 2              | Хорватія    | Відбір до ЧЄ 2024                  | -    | 83'      |
| 21-11-2023 | Варшава          | Польща            | 2 – 0              | Латвія      | товариський матч                   | -    | 61'      |
| 26-3-2024  | Ларнака          | Латвія            | 1 – 1              | Ліхтенштейн | товариський матч                   | 1    | 62'      |
| 8-6-2024   | Лієпая           | Латвія            | 0 – 2              | Литва       | Кубок Балтики                      | -    | 84'      |
| 17-11-2024 | Рига             | Латвія            | 1 – 2              | Вірменія    | Ліга націй УЄФА 2024-2025 - 1º тур | -    | 76'      |
| Усього     |                  | Матчів            | 39                 |             | Голів                              | 4    |          |

## Титули і досягнення

### Командні
- Чемпіон Латвії (1):

«Валміера»: 2022

### Особисті
- Найкращий бомбардир Латвійської футбольної Вищої ліги (1):

2022 (25 голів)